# 蕭円粛
蕭 円粛（蕭圓肅、しょう えんしゅく、539年 - 584年）は、南朝梁の皇族。字は明恭。

## 経歴
南朝梁の武陵王蕭紀の子として生まれた。天正元年（552年）、蕭紀が帝号を称すると、宜都郡王に封じられ、侍中・寧遠将軍の位を受けた。蕭紀が軍を率いて長江を下ると、蕭撝が成都の留守をまもり、円粛は副として補佐した。天正2年（553年）、西魏の尉遅迥の軍が蜀に進攻してくると、円粛は蕭撝とともに降伏した。驃騎大将軍・開府儀同三司・侍中の位を受け、安化県公に封じられた。
明帝元年（557年）、棘城郡公に進んだ。保定3年（563年）、畿伯中大夫の位を受けた。保定5年（565年）、咸陽郡太守に任じられた。天和4年（569年）に陵州刺史に転じ、まもなく衛国公宇文直に従って襄陽に駐屯するよう命じられたが、赴任しなかった。
建徳3年（574年）、太子少傅に任じられた。建徳6年（577年）、豊州刺史に任じられた。まもなく位は上開府儀同大将軍に進んだ。宣政元年（578年）、入朝して司宗中大夫となり、まもなく洛州刺史となった。大象2年（580年）、位は大将軍に進んだ。開皇元年（581年）、隋が建国されると、貝州刺史に任じられた。老齢の母の世話をするために辞職を願い出て、文帝に許された。
開皇4年（584年）、死去。享年は46。文集10巻があり、また当時の人により、かれの詩や文章は『文海』40巻や『広堪』10巻や『淮海乱離志』4巻としてまとめられた。

## 伝記資料
- 『周書』巻42 列伝第34
- 『北史』巻29 列伝第17